# Сакр ибн Заид Аль Нахайян
Шейх Сакр ибн Заид Аль Нахайян (1887 — 1 января 1928) — четвёртый сын Заида I ибн Халифа Аль Нахайяна, правителя Абу-Даби с 1855 года по 1909 год.
Правитель княжества Абу-Даби с 4 августа 1926, стал править после смерти Султана ибн Заида Аль Нахайяна, убитого в результате интриг Сакра, но у власти был недолго, так как сам был убит 1 января 1928.
После смерти эмиром стал шейх Шахбут II ибн Султан Аль Нахайян, сын шейха Султана ибн Заида Аль Нахайяна.